# Nazaré (Portugalia)
Nazaré este un oraș din districtul Leiria, Portugalia, situat la Oceanul Atlantic. A fost declarat oraș în anul 1936.